# Parafia Podwyższenia Krzyża Świętego w Deszcznie
Parafia Podwyższenia Krzyża Świętego w Deszcznie – parafia rzymskokatolicka we wsi Deszczno, należąca do dekanatu Gorzów Wielkopolski – Chrystusa Króla diecezji zielonogórsko-gorzowskiej, metropolii szczecińsko-kamieńskiej. Została erygowana 18 maja 1951 roku.